# Ludolf Bakhuizen
Ludolf Bakhuizen, transkribováno také Backhuyzen, Bakhuyzen a dokonce i Bakhuysen nebo Backhusein (28. prosince 1630, Emden ve východním Frisku – 1708), byl nizozemský krajinář a malíř marin.

## Tvorba
Ačkoli maloval i jiné náměty a vytvořil mnoho kreseb, je vnímán hlavně jako malíř velkých bouřlivých mořských scenérií, jakými je například obraz Lodě v krajní nouzi u skalnatého pobřeží (1667, Národní galerie ve Washingtonu, Washington D.C.), známý v několika verzích. Předtím, než začal malovat, pracoval jako úředník a kaligraf, nejdříve ve svém rodném Emdenu a pak v Amsterdamu, kam přijel někdy kolem roku 1650. V roce 1656 je už zaznamenán jako člen Amsterdamské kaligrafické společnosti. Jeho první známá malba se datuje rokem 1658.
Jeho učiteli byli pravděpodobně Allart van Everdingen a Hendrick Dubbels. Willem van de Velde mladší měl na něho také vliv a byl jeho rivalem, ale poté co spolu se svým otcem odešel do Anglie (na přelomu let 1672/73), se Bakhuizen stal jedním z vůdčích malířů mořských scenérií a bitevních scén, historických i imaginárních.
Mezi jeho nejdůležitějšími obrazy je Přístav v Amsterdamu (1665, Louvre, Paříž), objednaný amsterdamskou městskou radou a darovaný francouzskému ministru financí, Huguesovi de Lionne. Ačkoli vyvedené v temných tónech, jeho obrazy bývají velmi dramatické, jako v obrovské bouřkové scéně v Musée des Beaux-Arts v Bruselu, nebo živé jako Obchodní lodní kotviště v Texelu vystavené v Národním námořním muzeu v Londýně. Po jeho práci byla velká poptávka a jeho díla se octla ve sbírkách císařů, princezen i obyčejných holandských občanů stejnou měrou. Petr Veliký a později Fridrich II. Veliký vlastnili některé obrazy.[zdroj⁠?!]
V České republice je vystaven[kde?] výjev námořní bitvy mezi (plachetními) loďstvy Nizozemska a Anglie. Ten je signován „Backhusein“.

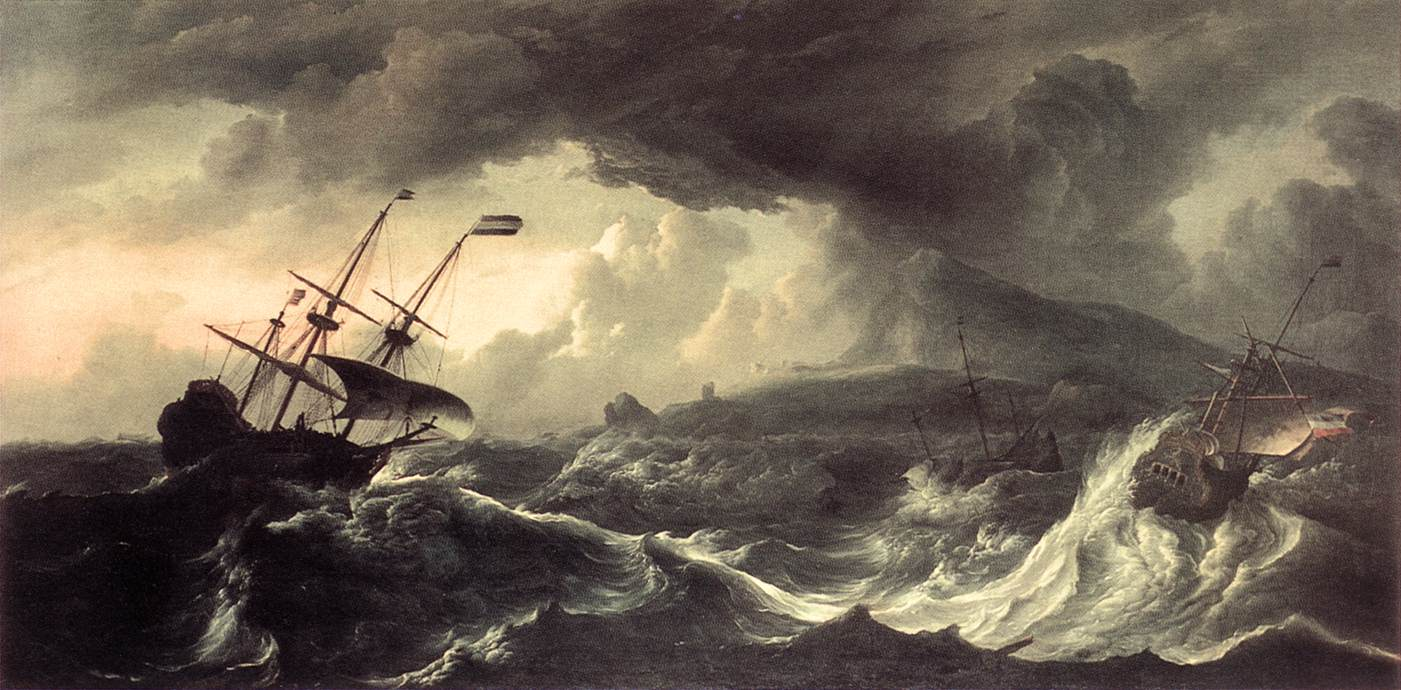
Ludolf Backhuysen 1690, Olej na plátně, 173,5 × 341 cm, Musées Royaux des Beaux-Arts, Brusel